# Barbara Barrie
Barbara Barrie, född Barbara Ann Berman 23 maj 1931 i Chicago, Illinois, är en amerikansk skådespelerska och författare.

## Utmärkelser
Barrie utsågs till Bästa kvinnliga skådespelare vid filmfestivalen i Cannes för Fallet Julie 1964.

## Roller i urval
- 1956 – Jätten
- 1963 – Fallet Julie
- 1975–1978 – Barney Miller (TV-serie) (37 avsnitt)
- 1979 – Glaskupan
- 1979 – Loppet är kört
- 1980 – Tjejen som gjorde lumpen
- 1994 – Scarlett (miniserie)
- 1996–2000 – Kära Susan (TV-serie) (93 avsnitt)
- 1997 – Herkules (röst)
- 2007 – Pushing Daisies (TV-serie) (1 avsnitt)
- 2010 – Nurse Jackie (TV-serie) (1 avsnitt)